# Amédée Galzin
Amédée [Jean] Galzin (Parrinet, 1º maggio 1853 – Parrinet, 14 febbraio 1925) è stato un micologo e veterinario francese.
Figlio di Casimir e Marie Daures, nacque a Parrinet, un piccolo villaggio nel circondario del comune di Belmont-sur-Rance nel Dipartimento di Aveyron.
Nel 1874 frequentò la scuola di veterinaria a Tolosa dove si diplomò nel 1878. Tra il 1885 e il 1891 partecipò alla campagna di Tunisia.
Nel 1906 sposò a Millau, Euphrasie Léonie Marie Rabe.
Passò gli ultimi anni della sua vita ad assistere la moglie malata ed alla sua morte fu sepolto nel cimitero di Buffières.
Insieme al micologo Hubert Bourdot (1861-1937) fu coautore di una serie di pubblicazioni (1909–1925) sui funghi lignicoli Hymenomycetes presenti in Francia.

## Pubblicazioni
- Bourdot, H.; Galzin, A. (1909). Hyménomycètes de France. 1. Hétérobasidiées. Bulletin Trimestriel de la Société Mycologique de France 25: 15-36.
- Bourdot, H.; Galzin, A. (1911). Hyménomycètes de France (III – Corticiés: Corticium, Epithele, Asterostromella). Bulletin Trimestriel de la Société Mycologique de France 27 (2): 223-266.
- Bourdot, H.; Galzin, A. (1912). Hyménomycètes de France (IV – Corticiés: Vuilleminia, Aleurodiscus, Dendrothele, Gloeocystidium, Peniophora). Bulletin Trimestriel de la Société Mycologique de France 28: 349-409.
- Bourdot, H.; Galzin, A. (1912, publ. 1913). Hyménomycètes de France (IV – Corticiés: Vuilleminia, Aleurodiscus, Dendrothele, Gloeocystidium, Peniophora). Bulletin Trimestriel de la Société Mycologique de France 28 (4): 349-409.
- Bourdot, H.; Galzin, A. (1914). Hymenomycetes de France. V. – Hydnées. Bulletin Trimestriel de la Société Mycologique de France 30 (2-3): 243-258, 259-280.
- Bourdot, H.; Galzin, A. (1920). Hymenomycetes de France. VI. – Astérostromès. Bulletin Trimestriel de la Société Mycologique de France 36: 43-47.
- Bourdot, H.; Galzin, A. (1923). Hyménomycètes de France (IX. Méruliés). Bulletin Trimestriel de la Société Mycologique de France 39 (2): 96-118.
- Bourdot, H.; Galzin, A. (1923). Heterobasidieae nondum descriptae. Bulletin Trimestriel de la Société Mycologique de France 39: 261-266.
- Bourdot, H.; Galzin, A. (1924). Hyménomycètes de France. X. Phylactèriés. Bulletin Trimestriel de la Société Mycologique de France 40: 135-162.
- Bourdot, H.; Galzin, A. (1925). Hyménomycètes de France, XI. Bulletin Trimestriel de la Société Mycologique de France 41: 98-255.
- Bourdot, H.; Galzin, A. (1927, publ. 1928). Hyménomycètes de France. 1-761.